# یاکوبا بامبا
یاکوبا بامبا (انگلیسی: Yacouba Bamba؛ زادهٔ ۱۶ دسامبر ۱۹۷۵) بازیکن فوتبال اهل ساحل عاج است.
از باشگاه‌هایی که در آن بازی کرده‌است می‌توان به باشگاه فوتبال زوریخ، باشگاه فوتبال خزر لنکران، باشگاه فوتبال دیاربکرسپور، و باشگاه فوتبال کاروان اشاره کرد.
وی همچنین در تیم ملی فوتبال ساحل عاج بازی کرده‌است.